# Дворец Эцдорф
Дворец Эцдорф (нем. Palais Etzdorf) — бывший городской дворец, расположенный в районе Альтштадт нижнебаварского города Ландсхут. Здание, стоящее в сотне метров к западу от церкви Святого Мартина, было построено около 1745 года и являлось резиденция аристократического рода Эцдорф. Сегодня в доме, являющимся памятником архитектуры, находится пивоварня «Brauerei C. Wittmann».

## Описание
Дворец был построен в 1745 году в стиле рококо. Украшение фасада было спроектировано Иоганном Баптистом Циммерманом. С восточной стороны фронтона изображён герб строителя Фрайхерра Франца фон Эцдорфа и его жены Марии Терезии. На нижнем этаже между семью окнами расположен картуш с изображением Непорочной Девы Марии. Рядом с воротами со стороны юго-запада расположены две колоны, представленные в композиции тосканского ордера. 
Внутри дворца находятся многочисленные коридоры с крестовыми сводами. В XVIII-м веке некоторые комнаты были украшены фресками, однако они не сохранились, за исключением первого этажа.